# Territori d'Idaho

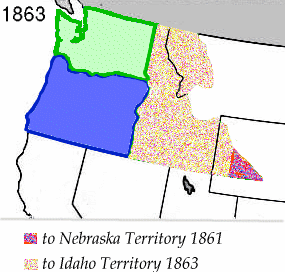
El Territori de Washington i les porcions cedides als Territoris de Nebraska (1861) i Idaho (1863).

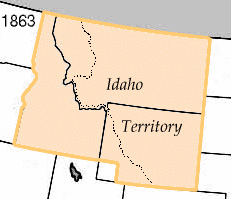
Territori d'Idaho el 1863.

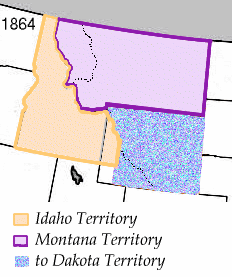
Àrees cedides als Territoris de Montana i Dakota el 1864.

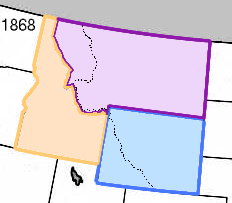
Els Territoris d'Idaho, Montana, i Wyoming el 1868.

El Territori d'Idaho va ser un territori organitzat incorporat als Estats Units que va existir del 3 de març de 1863 al 3 de juliol de 1890, quan va ser admès dins la Unió com l'Estat d'Idaho. Cobria el territori dels actuals estats d'Idaho i Montana, i quasi tot l'actual estat de Wyomin, a excepció d'un cantó a l'extrem sud-est de l'estat. La primera capital va ser Lewiston (Idaho), fins que el 1866 va passar-ho a ser Boise.
L'any 1887 va estar a punt de ser dividida entre els estats de Washington al nord i de Nevada al sud, però el President Grover Cleveland va refusar de signar-ne l'autorització. Dos anys més tard, la Universitat d'Idaho es va establir a Moscow, al nord, en comptes d'Eagle Rock (que era com es coneixia l'actual ciutat d'Idaho Falls), al sud, cosa que va ajudar a alleugerir els ressentiments dels habitants del nord per haver perdut la capitalitat del territori. L'any següent va esdevenir el 43è estat dels Estats Units.